# تلویزیون و فیلم‌های مایکروسافت
تلویزیون و فیلم های مایکروسافت (به انگلیسی: Microsoft Movies & TV)  که قبلاً با نام زون ویدئو و اکس باکس ویدئو وجود داشت، سرویس دیجیتالی است که به کاربران اجازه می دهد فیلم ها و برنامه های تلویزیونی را خرید یا اجاره کنند. این سرویس توسط مایکروسافت توسعه می یابد  و در وب٬ اکس باکس ٬۳۶۰ اکس باکس وان٬ ویندوز فون ۸ و ویندوز ۸ و بالاتر از آن٬ در دسترس است.
زون ویدئو مارکت پلیس (به انگلیسی: Zune Video Marketplace) در سال ۲۰۰۶ منتشر شد و در ۱۴ اکتبر ٬۲۰۱۲ توسط اکس باکس ویدئو جایگزین شد. این سرویس در سال ۲۰۱۵ به تلویزیون و فیلم های مایکروسافت تغییر نام داد. این سرویس ساخت مایکروسافت است و مستقیماً با فروشگاه های ویدیویی آنلاین مشابه از جمله پلی استیشن ویدئو٬ پرایم ویدئو و رقابت می کند. فیلم و تلویزیون و آمازون ویدئو پخش کنید.